# RADAR (album)
RADAR è il primo album dei RADAR pubblicato nel 1982 da WEA in formato LP.

## Tracce
Lato A
1. Momenti Rosa – 4:26 (testo: Nicola Salerno, Alessandro Ceradini – musica: Nicola Salerno)
2. Una Splendida Emicrania – 4:20 (testo: Nicola Salerno, Alessandro Ceradini – musica: Nicola Salerno)
3. Maracas Nella Gola – 3:04 (testo: Nicola Salerno, Alessandro Ceradini – musica: Nicola Salerno)
4. Ritornelli Pedanti – 4:05 (testo: Nicola Salerno, Alessandro Ceradini – musica: Nicola Salerno)
5. Mi Rifiuto – 3:59 (testo: Nicola Salerno, Alessandro Ceradini – musica: Nicola Salerno)

Durata totale: 19:54
Lato B
1. Never Columella – 4:02 (testo: Nicola Salerno, Alessandro Ceradini – musica: Nicola Salerno)
2. Io Sono Superiore – 4:36 (testo: Nicola Salerno, Alessandro Ceradini – musica: Nicola Salerno)
3. Zona Endoten – 4:00 (testo: Nicola Salerno, Alessandro Ceradini – musica: Nicola Salerno)
4. Moda – 3:45 (testo: Nicola Salerno, Alessandro Ceradini – musica: Nicola Salerno)
5. F.M. – 3:04 (Nicola Salerno)

Durata totale: 19:27

## Formazione
- Keyboards, Vocals, Clarinet – Nicola Salerno
- Drums – Catone Muchetti
- Electric Bass – Gionata Lao
- Saxophone [Sax Contralto], Keyboards – Vittorio Zibordi
- Vocals, Electric Guitar – Alessandro Ceradini